# Кисельово (Грязовецький район)
Кисельо́во (рос. Киселёво) — присілок у складі Грязовецького району Вологодської області, Росія. Входить до складу Ком'янського сільського поселення.

## Населення
Населення — 2 особи (2010; 16 у 2002).
Національний склад (станом на 2002 рік):
- росіяни — 100 %